# نوبويوكي آبي
نوبويوكي آبي مواليد 27 أبريل 1984 في طوكيو، هو لاعب كرة قدم ياباني. يلعب كحارس مرمى.

## المسيرة الاحترافية

### أندية لعب لها
- نادي طوكيو لكرة القدم

## روابط خارجية
- نوبويوكي آبي على موقع رابطة كرة القدم اليابانية للمحترفين (اليابانية)
- نوبويوكي آبي على موقع قاعدة بيانات كرة القدم.إي يو (الإنجليزية)
- نوبويوكي آبي على موقع Soccerway.com (الإنجليزية)
- نوبويوكي آبي على موقع عالم كرة القدم.نت (الإنجليزية)